# エイタロウソフト
株式会社エイタロウソフト（英: eitarosoft, inc.）は、かつて存在したコンピューターゲームソフトウェアの企画・開発・販売及びこれらの受託を主な事業内容としていた日本の企業。

## 概要
2002年1月に設立。主要作品には「ブレイブオンライン」・「ザ・リング・オブ・ドラゴン」・「ラグナロクオンライン」がある。
2015年12月期には約4億6900万円の売上高を記録したが、その後はヒット作には恵まれず、2016年12月期の売上高は約3億8500万円にまで落ち込んだと同時に、約1億円の債務超過に転落。
2017年10月には簡易株式交換により株式会社アエリアの完全子会社となったが、2018年9月にアエリアの連結子会社ではなくなったと同時に、アエリアからの出向も含む役員4名が同年11月までに辞任。役員は西島栄太郎社長1人のみとなっていた。
アエリアの連結から外れたことで、事業継続が困難となり、エイタロウソフトは2018年12月11日に事業を停止し、事後処理を弁護士に一任。エイタロウソフトとは2018年12月中旬から連絡が取れない状態が続いており、東京商工リサーチが同年12月20日にエイタロウソフト本社を訪問した際には、電気はすべて消えており、ロビーエントランスには鍵がかけられていたという。エイタロウソフトは、2019年1月9日に東京地方裁判所から破産手続開始決定を受けた。そして同年8月20日に法人格が消滅した。
サービスを提供していた全タイトルに関しても、破産手続き開始までにサービスが終了した。但し、モブキャストゲームスから開発委託を受けていた「幽☆遊☆白書 GENKAIバトル魂」に関しては、モブキャストゲームス単独で開発を継続する。

## 主なタイトル
- Master of Fantasia (2007年8月27日オープンベータ開始[13])
- 大戦略オンライン (2008年5月22日サービス開始[14]) ※システムソフト・アルファーとの協業
- ラグナロクオンライン Mobile Story (2010年3月8日サービス開始[15]、2016年12月27日サービス終了[16]) ※ガンホー配信
- 魔法でゴルフ マジカルショット (2010年3月9日ベータ版開始[17]) ※スクウェア・エニックス配信
- エバーハート オデッセイ[18] (2010年5月11日サービス開始[19]) ※スクウェアエニックス配信
- ギャラクシーZERO (旧ギャラクシーフロンティア。2010年10月8日サービス開始[20]、2013年10月8日リニューアル[21]、2014年12月5日サービス終了)
- エルバリエ～奪われた魔石～ (2010年10月5日サービス開始[22]) ※menue配信
- ラスプレ-Last Precious- (2010年11月1日サービス開始[23])
- ブレイブオンライン (2011年8月サービス開始[24])
  - ブレイブオンライン ～残された光～ (2013年7月11日サービス開始[24])
- 山の手男子 (2012年11月28日サービス開始[25]、2016年3月4日リニューアル[26])
- 私がお世話してあげる！ (2013年3月19日サービス開始[27]、2015年7月13日リニューアル[28])
- RING of DRAGON (旧ザ・リング・オブ・ドラゴン。2013年6月26日サービス開始[29]、2014年2月25日リニューアル[30]、2015年1月30日サービス終了[31])
- ルミナスハーツS (旧ルミナスハーツ。2014年6月25日サービス開始[32]、2014年11月18日リニューアル[33]、2015年6月4日サービス終了)
- エバークロニクル (2014年10月27日サービス開始、2017年11月30日サービス終了[34])
- マフィアモーレ☆ (2014年11月28日サービス開始[35])
- 対戦パズル バトルブレイブ (2015年2月16日サービス開始[36]、2017年6月26日サービス終了[37]) ※アクロディアとの協業
- 枕男子～甘い夢のつづき～ (2016年7月1日サービス開始[38]、2018年3月30日サービス終了[39])
- ノルン+ノネット ヴァール コモンズ Social (2016年8月31日サービス開始[40]) ※アイディアファクトリー配信
- マジカルデイズ (2016年12月7日サービス開始[41]、2019年1月25日サービス終了) ※サイバード配信
- タイムボカン ボカンメカウォーズ！ (旧タイムボカン24 ボカンメカバトル！、2017年6月2日サービス開始[42]、2017年10月5日リニューアル[43])
- ダンストリップス (2018年3月19日サービス開始[44])

### 経営破綻時点で開発していたタイトル
- 幽☆遊☆白書 GENKAIバトル魂 ※モブキャストとの共同開発